# 김철주포병종합군관학교
김철주포병종합군관학교는 평안남도 순천에 위치한 조선민주주의인민공화국의 군사교육기관이다. '김철주포병대학'이라고도 알려져 있으며, 각 부대에서 선발되어 입교하는 3년제 정규 과정의 학생들은 졸업후 포병 소위로 임관한다.
평양학원, 중앙보안간부학교 내에 설치되어 있던 포병 장교 교육 기능이 포병군관학교(뒤에 포병종합군관학교로 개칭)로 따로 떨어져 나왔다가 1993년 김철주군관학교, 그리고 1998년 현재의 명칭으로 개칭되었다. 
학교의 명칭은 1935년 사망한 김철주의 이름을 딴 것이며, 이 학교의 교내에는 김철주의 동상이 세워져 있다.